# QXGA

UXGA (4:3) e WUXGA (16:10) in raffronto con altre risoluzioni standard.

La risoluzione QXGA (Quad eXtended Graphics Array) è una risoluzione standard de facto che non è approvata ufficialmente da nessuna organizzazione. Spesso i monitor con questa risoluzione vengono chiamati monitor da tre mega pixel, ossia da 3 milioni di pixel, in quanto su un monitor con questa risoluzione troviamo 3 145 728 pixel.

## Risoluzione
Sono pochi i monitor CRT che possono lavorare a questa risoluzione che è ritenuta il limite massimo per i monitor analogici che, in ogni modo, per gestire un segnale video con questa frequenza hanno la necessità di operare con connessioni BNC. Sono stati prodotti anche alcuni monitor LCD con questa risoluzione. Operavano con connessioni video multiple o DVI dual link in quanto non è possibile sincronizzare su una connessione analogica con precisione un'immagine a matrice di punti (dot matrix) come quella presente sui monitor LCD.
Nel 2008 era la massima risoluzione con rapporto d'aspetto di 4:3 che si poteva trovare su monitor non sperimentali, anche perché il mercato dei monitor di fascia alta si stava orientando sempre più sui monitor con rapporto d'aspetto di 16:10.
| Risoluzione | Nome  | Utilizzo              | Aspect ratio |
| ----------- | ----- | --------------------- | ------------ |
| 2048 × 1536 | QXGA  | Monitor PC CRT        | 4:3          |
| 2560 × 1600 | WQXGA | Monitor PC LCD da 30" | 16:10        |

## WQXGA
La risoluzione WQXGA (Widescreen Quad eXtended Graphics Array) è una risoluzione standard che non è approvata ufficialmente da nessuna organizzazione. Con 2560 × 1600 pixel i monitor che supportano questa risoluzione hanno 4 096 000 pixel e un rapporto d'aspetto di 16:10. Vengono chiamati monitor da 4 mega pixel.
Questa risoluzione è spesso presente sui monitor LCD da 30" e fu introdotta per la prima volta dalla Apple nel maggio 2005 con il monitor Apple Cinema HD Display 30.
Tutti i monitor WQXGA attualmente in produzione sono dotati di interfaccia DVI Dual Link a cui alcuni, come ad esempio EIZO con l'SX3031W, aggiungono anche una doppia interfaccia DVI Single link che permette di collegare il monitor anche a due diverse sorgenti video e di visualizzarle fianco a fianco per sfruttare la grande superficie di visualizzazione messa a disposizione.